# Leitpfosten
| StVO-Zeichen 620-41 und 620-40 in Deutschland     | StVO-Zeichen 620-41 und 620-40 in Deutschland |
| ------------------------------------------------- | --------------------------------------------- |
|                                                   |                                               |
| links, hinten                                     | rechts, vorne                                 |
| Signale 631 und 630 der SSV in der Schweiz        |                                               |
|                                                   |                                               |
| links, hinten                                     | rechts, vorne                                 |
| Leitpflock gemäß § 57 der StVO 1960 in Österreich |                                               |
|                                                   |                                               |
| links, hinten                                     | rechts, vorne                                 |

Ein Leitpfosten (in Österreich Leitpflock, umgangssprachlich auch Begrenzungspfahl oder Straßenbegrenzungspfeiler) ist eine Verkehrseinrichtung, die der Abgrenzung der Fahrbahn und einem besseren Erkennen deren Verlaufs dient. Die deutsche StVO benennt in 
Anlage 4 zu § 43 den Leitpfosten als Zeichen 620. In Österreich ist der Einsatz im § 57 StVO geregelt.

## Beschaffenheit

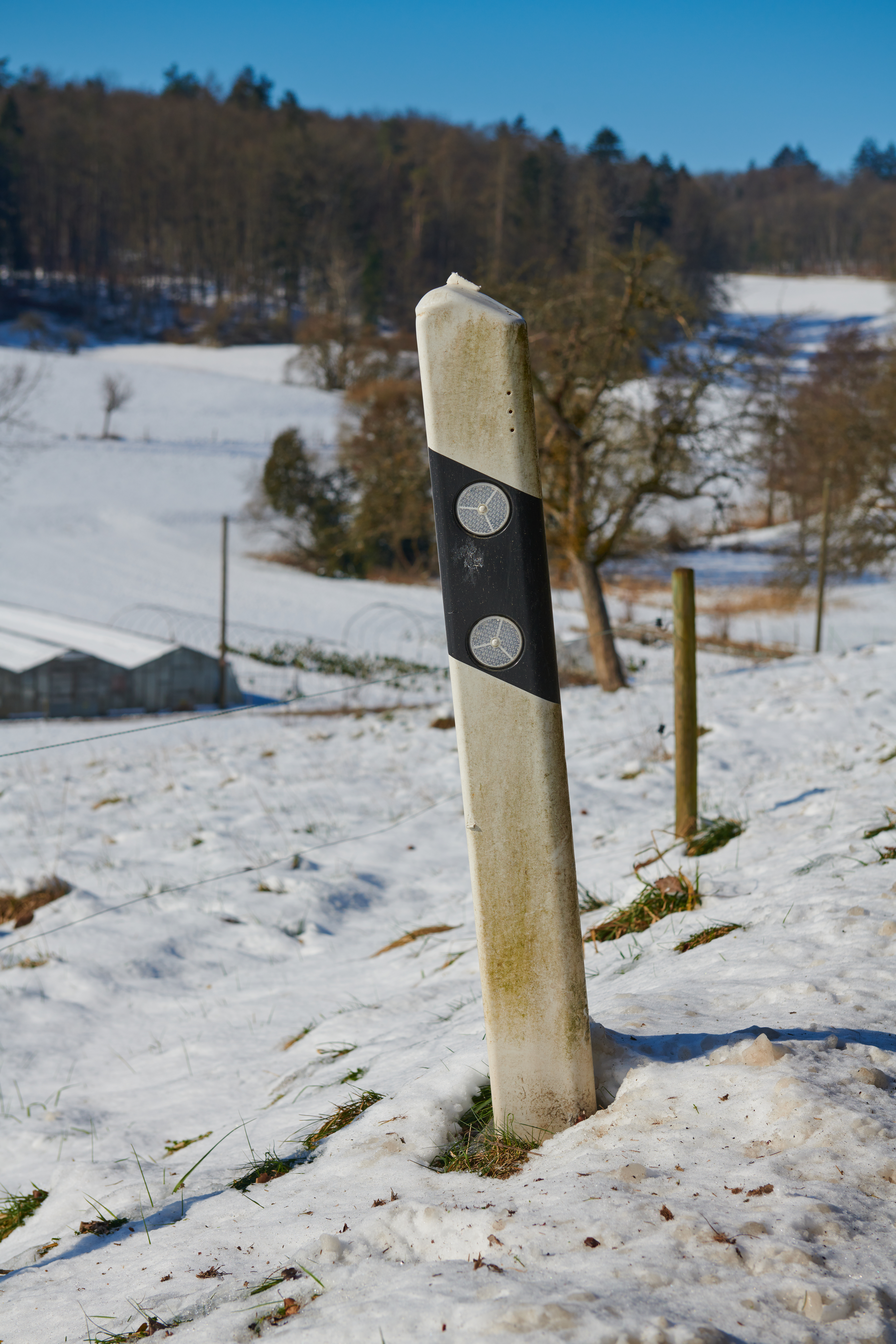
Leitpfosten

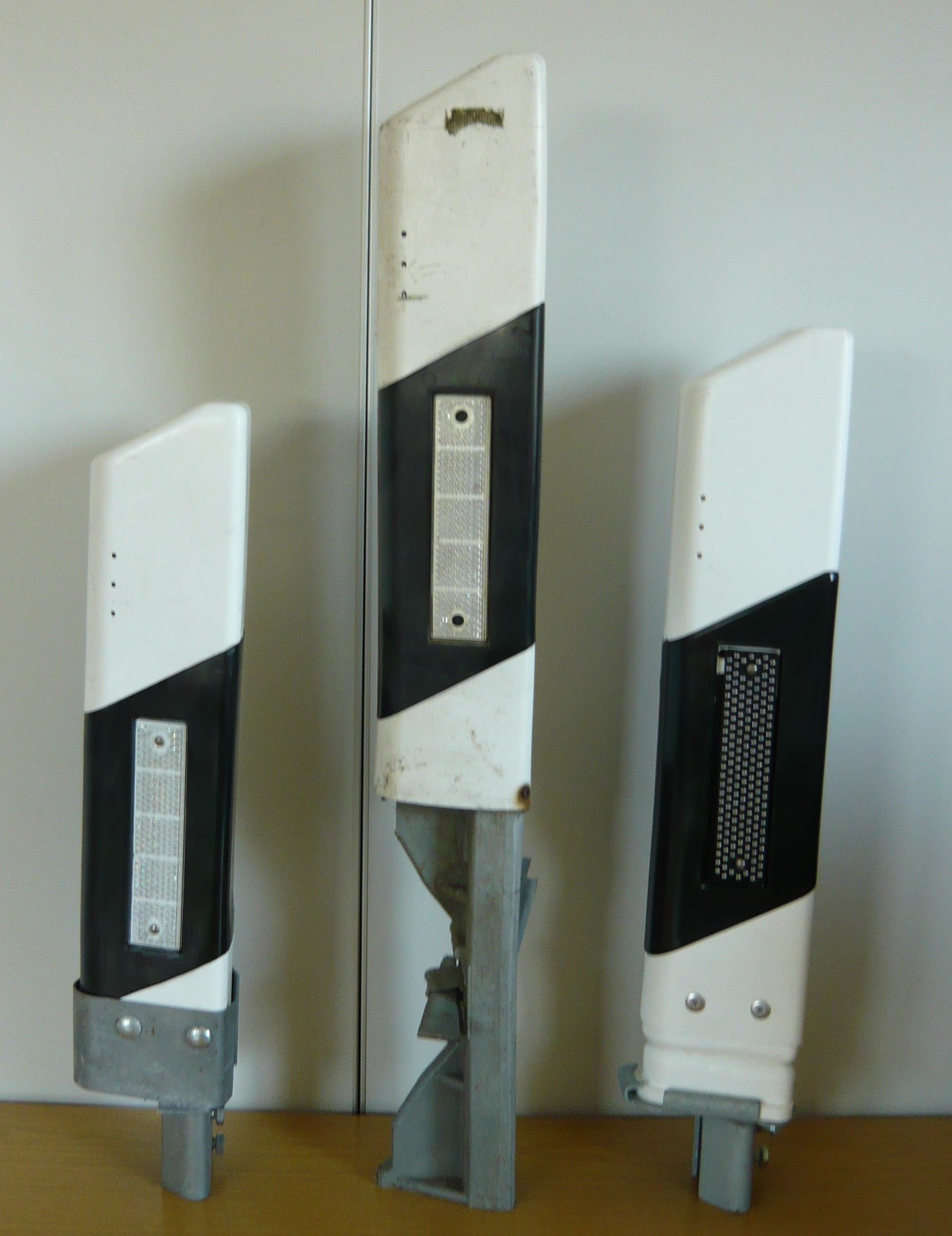
Aufsatzleitpfosten mit verschiedenen Halterungen zur Anbringung an Schutzplanken

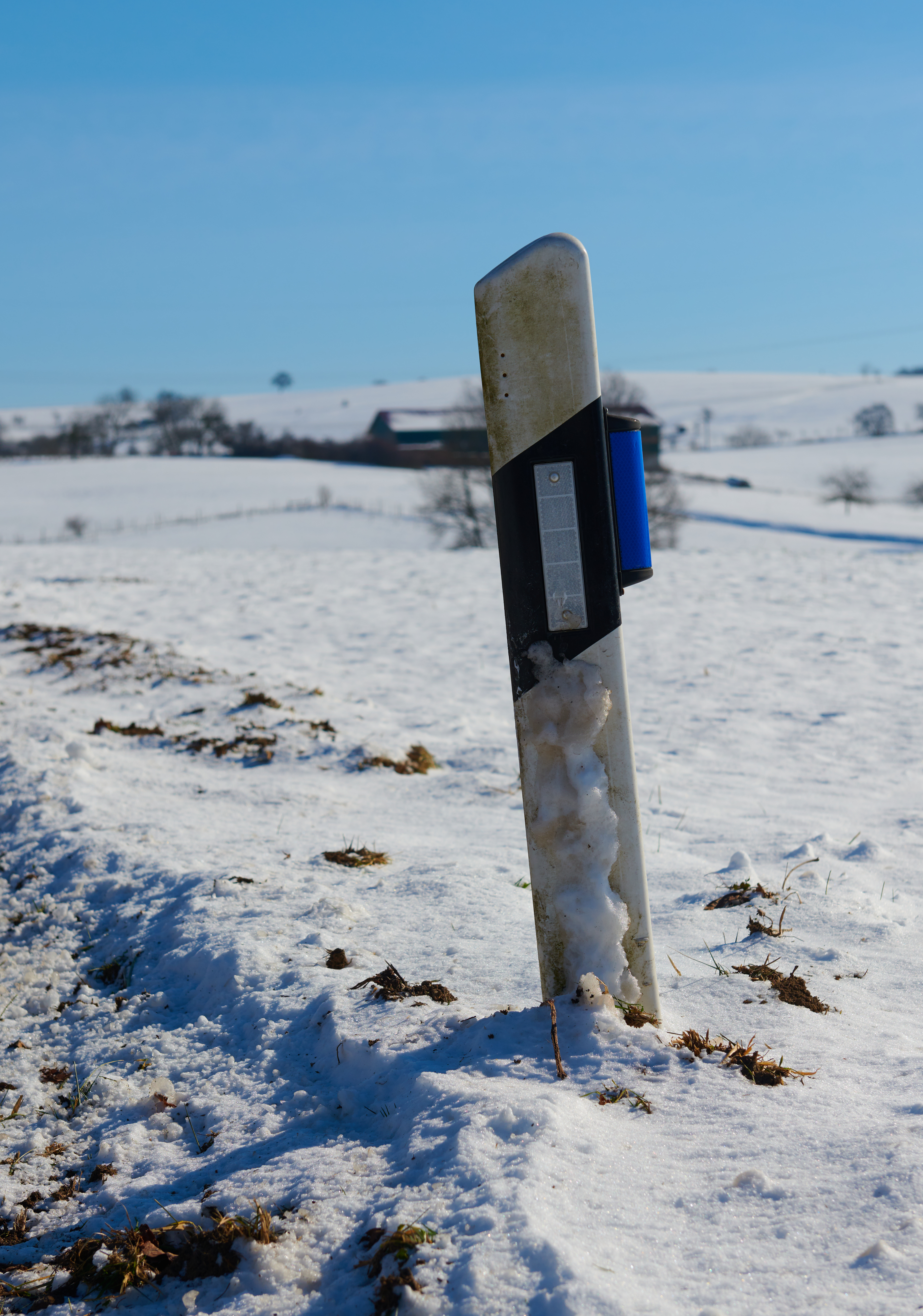
Leitpfosten mit Wildwarnreflektor an einer Landstraße in Mecklenburg

In vielen Fällen bestehen Leitpfosten heute aus Kunststoff, es gibt aber auch Varianten aus Holz, Beton und Stahlblech. Neben dem Korpus machen vor allem die beidseitig angebrachten Reflektoren die Wirkung des Leitpfostens aus.
So wird in Österreich ein Leitpfosten-Modell verwendet, das u. a. eine Farbensymbolik aufweist, bei der vorne bzw. rechts ein roter rechteckiger Reflektor und hinten bzw. links ein weißer rechteckiger Reflektor montiert sind. Diese Reflektoren symbolisieren auf der rechten Seite die Heckleuchten der vorausfahrenden Fahrzeuge, auf der linken Seite die Scheinwerfer der entgegenkommenden Fahrzeuge.
Das in Deutschland und in ähnlicher Form auch in vielen anderen europäischen Ländern verwendete Modell besteht aus einem 12 Zentimeter breiten und 1 m hohen (über dem Fahrbahnrand), hohlen, dreieckigen Kunststoffkorpus, der oben zur Fahrbahn hin abgeschrägt ist, einer parallel dazu angebrachten, 25 cm breiten Binde aus schwarzer Kunststofffolie (Tageskennzeichen) und den in ihr eingelassenen Reflektoren (vorne bzw. rechts ein rechteckiger Reflektor, weiß; hinten bzw. links zwei kleinere runde Reflektoren, weiß), welche das Nachtkennzeichen (Reflexzeichen) darstellen. Der deutsche Leitpfosten in seiner heutigen Form wurde im März 1957 in Westdeutschland eingeführt. Ein sehr ähnlicher Leitpfosten wurde mit der am 1. Juli 1974 verbindlich gewordenen TGL 12096/05 in der DDR eingeführt. Noch vor dem geplanten Inkrafttreten einer Neuausgabe der TGL 12096/05 vom Juni 1989, die eine leichte Veränderung an den Leitpfosten vorsah und am 1. Februar 1990 gültig werden sollte, wurde diese für nichtig erklärt, da die DDR von den Ereignissen der Wende überrollt wurde.
In der Schweiz werden auf Autobahnen ohne Gegenverkehr links quadratische, weiße Reflektoren verwendet. Der Korpus der Leitpfosten ist in der Schweiz abgerundet.
Bei Straßeneinmündungen erhalten die Eckleitpfosten gelbe Reflektoren. Ebenso erhalten zur Fahrbahn einspringende Abschnitte Leitpfosten mit gelben Reflektoren.
Die 1974 in der DDR eingeführten Leitpfosten waren weitgehend identisch mit den bereits seit 1957 in der Bundesrepublik verwendeten Pfosten. Der einzige Unterschied war, dass man in Kurven die Leitpfosten der Kurvenaußenseite mit roten Reflektoren bestückte und auch die Binde bei diesen Pfosten rot statt schwarz ausgeführt worden ist. Die Vorgaben beider Länder sahen vor, dass die Leitpfosten unter anderem auch aus Beton gegossen sein konnten. In Westdeutschland wurde jedoch relativ früh damit begonnen, Leitpfosten hauptsächlich aus Kunststoff herzustellen.

## Funktion
Besonders bei Nebel, Schnee und Dunkelheit leisten Leitpfosten einen wichtigen Beitrag zur Verkehrssicherheit.
Bei Strecken mit vermehrter Wildwechselgefahr werden häufig rote, blaue oder blau-weiße Wildwarnreflektoren an den Leitpfosten angebracht. Diese lenken in der Dämmerung oder in der Nacht das Scheinwerferlicht in den seitlichen Straßenraum und verursachen zusätzlich eine breite Streuung. Das Wild nimmt die unruhigen Lichtstrahlen wahr und scheut zurück.
In Deutschland verweisen längliche orange statt weiße Reflektoren auf eine Ausfahrt oder eine Einmündung am rechten Fahrbahnrand. Hierbei kann es sich um einmündende Straßen oder auch Einfahrten (z. B. zu Bauernhöfen) handeln. In solchen Fällen steht direkt vor und nach der Einmündung je ein Leitpfosten mit orangen Reflektoren, sodass Autofahrer von Weitem schon erkennen können, wo bzw. zwischen welchen beiden Leitpfosten die Einmündung sich befindet.
An Leitpfosten kann ein kleiner schwarzer Pfeil angebracht sein, der in Richtung der nächsten Notrufsäule weist. In schneereichen Gebieten werden im Winter Schneezeichen aufgestellt. Sie übernehmen die Funktion der Leitpfosten bei viel Schnee oder bei Schneeverwehungen. Leitpfosten dienen in einigen Teilen Deutschlands auch als Kilometersteine bzw. Stationszeichen. Dann sind auf der rechten Seite die Kilometerzahl und die Straßennummer sowie manchmal auch die Abschnittsnummer der Kilometrierung angebracht.

## Herstellung
Moderne Leitpfosten für deutsche Straßen werden aus Niederdruck-Polyethylen mit Spritzgießtechnik, Extrusionstechnik oder Blastechnik hergestellt. Leitpfosten bestehen aus dem Leitpfosten-Körper, der Kappe und Reflektoren (Mehrkammer- oder Glasperlen-Reflektoren). Leitpfosten-Körper können hohl, oder mit Profilkernen stabilisiert, aufgestellt werden.

## Aufstellung
Leitpfosten sind in Deutschland 50 Zentimeter von der äußersten befestigten Kante der Straßenoberfläche und in der Regel im Längsabstand in der Geraden und der Ebene von 50 Meter (in Österreich 33 Meter) aufgestellt. In engen Kurven und unübersichtlichen Kuppen je nach Radius bzw. Halbmesser stehen die Leitpfosten in geringerem Abstand. Als Faustregel gilt: Auf jeder Straßenseite sollen – in Krümmungen unter 200 Meter Halbmesser auf der Kurvenaußenseite – immer mindestens fünf Leitpfosten sichtbar sein.
Bei mehrstreifigen Straßen mit geteilter Fahrbahn, beispielsweise Autobahnen, sind nur auf der rechten Seite jeder Fahrbahn Leitpfosten aufgestellt.

## Weitere Länder
- Deutschland, Estland, Finnland,[6]  Israel, Italien,[7] Lettland, Liechtenstein,[8] Luxemburg, Nordkorea, Norwegen,[6] Polen,[9] Portugal, Schweden,[10] Schweiz,[11] Tschechien[12] und Ukraine[13] verwenden rechts einen rechteckigen Reflektor und hinten bzw. links zwei kleinere runde Reflektoren.
- In Frankreich,[14] und Monaco haben die Leitpfosten auf beiden Seiten den gleichen Reflektor.
- In Italien weist der rechte Leitpfosten einen roten, der linke einen weißen Reflektor auf. Gleiches gilt für die Niederlande,[15] Österreich (hier Leitpflock genannt),[16] Slowakei, Ungarn[17], Slowenien, Kroatien, Griechenland, Russland,[18] Belarus, Ukraine, Polen, Rumänien, Bulgarien und die Türkei.
- In Großbritannien und Australien weist der linke Leitpfosten einen roten, der rechte einen weißen Reflektor auf.
- Belgien,[19] Dänemark und Litauen verwenden rechts gelbe und links weiße Reflektoren.
- In Spanien hat der rechte Leitpfosten einen rechteckigen, gelben Reflektor, der linke zwei runde weiße.
- In Tschechien hat der rechte Leitpfosten zwei gelbe und der linke Leitpfosten einen weißen Reflektor.
- In China, USA und Kanada hat der rechte Leitpfosten einen weißen und der linke einen gelben Reflektor.
- Im Rahmen der Normung für europäische Produkte sind Prüfvorschriften mit EG-Norm in Arbeit.[20]

| Land       | Bild |
| ---------- | ---- |
| Polen      |      |
| Österreich |      |
| Tschechien |      |
| Italien    |      |

## Geschichte
Für Landstraßen wurden in der Bundesrepublik Deutschland bis in die 1960er Jahre schwarz-weiß gestrichene Leitpflöcke als Fahrbahnbegrenzung verwendet. Eher und parallel dazu waren seit Beginn des modernen Verkehrswesens Leitsteine (Prellsteine) bekannt, welche vereinzelt heute noch anzutreffen sind und mit dem Aufkommen der Leitpfosten rasch verdrängt wurden. Die neuen Leitpfosten entstanden gemäß den 1957 aufgestellten neuen Richtlinien. Maßgebend in der Entwicklung war dabei die Firma Kunzelmann in Unteralpfen, die über Jahre ein sinnreiches Patent entwickelte, das bis heute verwendet wird. Ein anderes serienmäßig zu produzierendes System, wobei die Leitpfosten nach einem „Stehaufmännchen“-Prinzip funktionierten, konnte nicht umgesetzt werden. Die hölzernen Leitpflöcke waren insbesondere im ländlichen Raum Westdeutschlands noch bis in die 1970er Jahre nicht gänzlich verschwunden und werden auch heute noch vereinzelt eingesetzt.

Leitsteine, wie sie in Westdeutschland und in der DDR gebräuchlich waren
DDR-Leitsteine in dem seit 1966 gebräuchlichen Anstrich
Die 1957 in Westdeutschland vorgestellten Leitpfosten
DDR-Leitpfosten in der seit dem 1. Juli 1974 verbindlichen Form
In Westdeutschland bis 1971 gebräuchliche Leitpflöcke mit Reflektoren